# Dan LaCosta
Daniel LaCosta (* 28. März 1986 in Labrador City, Neufundland und Labrador) ist ein ehemaliger kanadischer Eishockeytorwart, der im Verlauf seiner aktiven Karriere unter anderem für die Columbus Blue Jackets aus der National Hockey League gespielt hat.

## Karriere
LaCosta begann seine Karriere in der Ontario Hockey League, wo er in insgesamt vier Spielzeiten für Owen Sound Attack und später für die Barrie Colts auflief und dabei gute Leistungen zeigte. Nachdem er bereits im Jahr 2003 gedraftet worden war, ließ er zum Abschluss seiner Juniorenlaufbahn in der Saison 2005/06 mit einem Gegentorschnitt von nur 2,55 großes Potential erkennen. Es folgte ein Wechsel in die ECHL und anschließend in die American Hockey League, wo er zwischen den Farmteams der Columbus Blue Jackets wechselte.
In der Saison 2007/08 betrat er erstmals NHL-Eis und hütete für dreizehn Minuten das Tor der Blue Jackets, wobei er kein Gegentor erhielt und insgesamt fünf Schüsse parierte. Im darauffolgenden Jahr brachte er es erneut auf drei Einsätze und spielte als erster Torwart bei den Syracuse Crunch in der AHL. In der Saison 2009/10 gelang es LaCosta jedoch nicht, an seine bisherigen Leistungen anzuschließen und Kevin Lalande als Nummer eins im Tor der Syracuse Crunch zu verdrängen.
Im Sommer 2010 wurde bekannt, dass er erstmals ein Engagement in Europa angenommen hatte: der österreichische Erstligist EC Red Bull Salzburg nahm den Kanadier für die neue Saison auf Probe unter Vertrag, wo er die Nachfolge von David LeNeveu antreten sollte. Sein Vertrag wurde nach dem Try-out in Salzburg nicht verlängert. Im Anschluss war er bis September 2011 ohne Verein, ehe der Wechsel zum Universitätsteam der University of New Brunswick folgte. Die letzte Station seiner Profikarriere waren in der Spielzeit 2013/14 die Cardiff Devils aus der britischen Elite Ice Hockey League.

## Karrierestatistik

### Hauptrunde
| Saison  | Team                  | Liga  | GP | W  | L  | T | MIP  | GA  | GAA  | SVS  | SVS%   | SO | G | A | PIM |
| ------- | --------------------- | ----- | -- | -- | -- | - | ---- | --- | ---- | ---- | ------ | -- | - | - | --- |
| 2001–02 | Wellington Dukes      | OPJHL | 24 |    |    |   |      |     |      |      |        |    | 0 | 0 | 0   |
| 2002–03 | Owen Sound Attack     | OHL   | 28 | 8  | 10 | 3 | 1321 | 82  | 3,72 | 594  | 87,87  | 0  | 0 | 1 | 0   |
| 2003–04 | Owen Sound Attack     | OHL   | 37 | 17 | 10 | 1 | 1810 | 82  | 2,72 | 818  | 90,89  | 4  | 0 | 1 | 0   |
| 2004–05 | Owen Sound Attack     | OHL   | 25 | 15 | 7  | 2 | 1423 | 70  | 2,95 | 598  | 89,52  | 0  | 0 | 0 | 0   |
|         | Barrie Colts          | OHL   | 21 | 10 | 4  | 3 | 1054 | 48  | 2,73 | 493  | 91,13  | 1  | 0 | 0 | 0   |
| 2005–06 | Barrie Colts          | OHL   | 59 | 36 | 17 | 4 | 3340 | 142 | 2,55 | 1533 | 91,52  | 6  | 0 | 1 | 2   |
| 2006–07 | Dayton Bombers        | ECHL  | 13 | 3  | 5  | 1 | 556  | 32  | 3,45 | 221  | 87,35  | 0  | 0 | 0 | 0   |
|         | Syracuse Crunch       | AHL   | 19 | 5  | 7  | 1 | 852  | 40  | 2,82 | 338  | 89,42  | 3  | 0 | 0 | 2   |
| 2007–08 | Syracuse Crunch       | AHL   | 15 | 9  | 2  | 3 | 848  | 30  | 2,12 | 408  | 93,15  | 1  | 0 | 0 | 0   |
|         | Elmira Jackals        | ECHL  | 14 | 7  | 4  | 1 | 754  | 27  | 2,15 | 371  | 93,22  | 0  | 0 | 0 | 0   |
|         | Columbus Blue Jackets | NHL   | 1  | 0  | 0  | 0 | 13   | 0   | 0,00 | 5    | 100,00 | 0  | 0 | 0 | 0   |
| 2008–09 | Syracuse Crunch       | AHL   | 45 | 19 | 18 | 2 | 2469 | 115 | 2,79 | 1202 | 91,27  | 2  | 0 | 2 | 0   |
|         | Columbus Blue Jackets | NHL   | 3  | 2  | 0  | 0 | 156  | 4   | 1,54 | 76   | 95,00  | 1  | 0 | 0 | 0   |
| 2009–10 | Syracuse Crunch       | AHL   | 26 | 7  | 15 | 1 | 1362 | 90  | 3,96 | 671  | 88,17  | 1  | 0 | 1 | 0   |

### Play-offs
| Saison  | Team              | Liga | GP | W | L | T | MIP | GA | GAA  | SVS | SVS%  | SO | G | A | PIM |
| ------- | ----------------- | ---- | -- | - | - | - | --- | -- | ---- | --- | ----- | -- | - | - | --- |
| 2002–03 | Owen Sound Attack | OHL  | 1  | 0 | 0 | 0 | 23  | 1  | 2,61 | 8   | 88,89 | 0  | 0 | 0 | 0   |
| 2004–05 | Barrie Colts      | OHL  | 5  | 1 | 2 | 0 | 214 | 11 | 3,08 | 108 | 90,76 | 0  | 0 | 0 | 2   |
| 2005–06 | Barrie Colts      | OHL  | 11 | 5 | 2 | 3 | 654 | 34 | 3,12 | 294 | 89,63 | 0  | 0 | 0 | 0   |

(Legende zur Torhüterstatistik: GP oder Sp = Spiele insgesamt; W oder S = Siege; L oder N = Niederlagen; T oder U oder OT = Unentschieden oder Overtime- bzw. Shootout-Niederlage; Min. = Minuten; SOG oder SaT = Schüsse aufs Tor; GA oder GT = Gegentore; SO = Shutouts; GAA oder GTS = Gegentorschnitt; Sv% oder SVS% = Fangquote; EN = Empty Net Goal; 1 Play-downs/Relegation; Kursiv: Statistik nicht vollständig)